# 豊明節会
豊明節会（とよあかりのせちえ）は、大嘗祭のあとに行われる節会の饗宴。大正以降は、大饗の儀（だいきょうのぎ）として執り行われている。

## 概要
古来、大嘗祭に続く2日間は、新穀を供した悠紀国、主基国において芸能などを天覧に入れる節会がそれぞれ行われた（事実上の直会）。明けて3日目、皇位継承に関わる諸行事のすべてを締めくくる饗宴として行われた。白酒（しろき）・黒酒（くろき）が振る舞われ、国栖による国栖奏が奉じられ、久米舞、吉志舞、五節舞（参考 : 雅楽）等が舞われた。
平安時代では主に豊楽院、後に紫宸殿にて行われた。
大正、昭和時は、即位礼に列席した祝賀使節への饗応を兼ねており、3度に分けて行われた大饗の儀の二日目は、祝賀使節向けに洋式の晩餐が供された。また、全国各地で「地方饗饌」が行われ、地方の名士らが大正度は約8万5千人、昭和度は約22万人が参集した。
平成以降は即位礼と大嘗祭の間が長くなったため、即位礼の直後に「饗宴の儀」が別に行われている。

## 次第

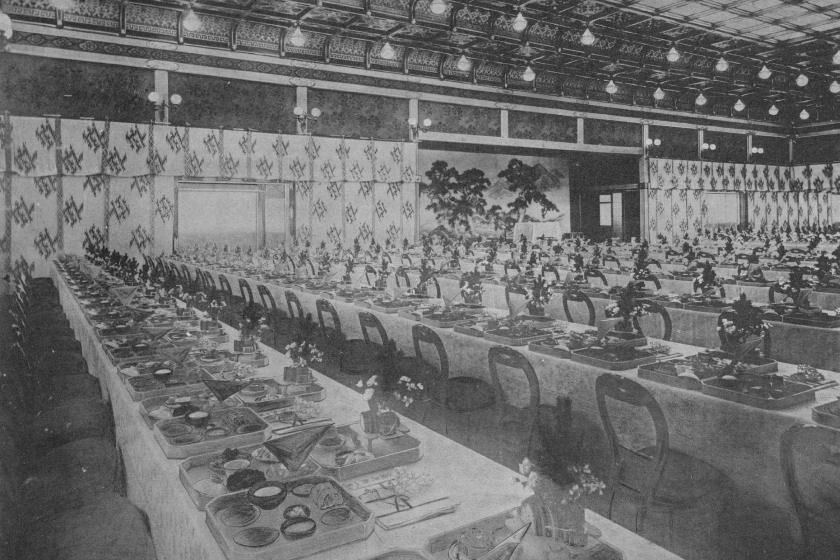
大正時の大饗の儀

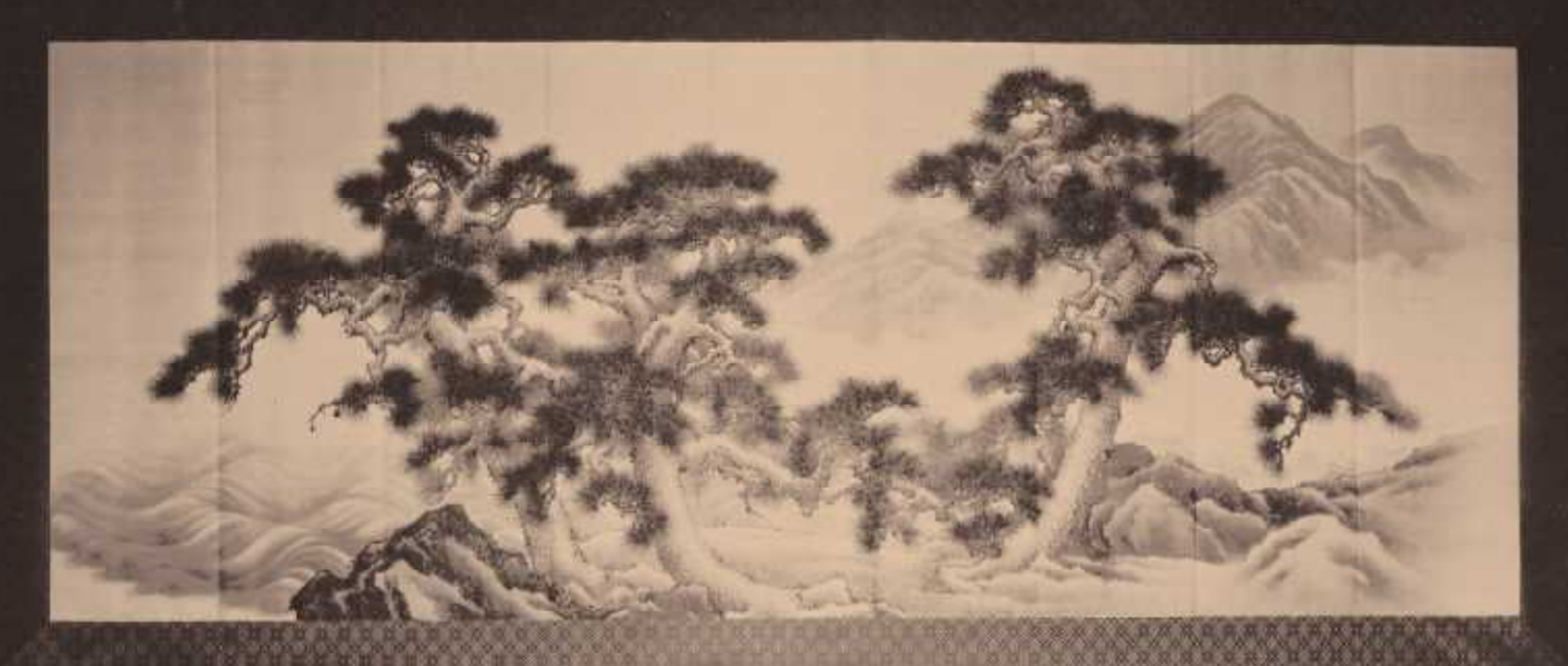
錦軟障（にしきのぜじよう）

現在の「大饗の儀」においては、天皇皇后の御座の後に屏風画「錦軟障」が立てられる。これは高さ12尺（3.64メートル）、幅30尺8寸4分（9.35メートル）で、その図は千年松山水の図、大正の大嘗祭に際して今尾景年の筆により絹に揮毫された墨絵である。また、両側上座壁面には「悠紀地方風俗歌屛風」（皇后出入口脇）、「主基地方風俗歌屛風」（天皇出入口脇）が布設され、大嘗祭において悠紀国（京都以東以南）・主基国（京都以西以北）に選ばれた各々の地方の四季の名勝を題材に、屏風は二曲一双で画紙雲肌麻紙に描かれた。更に同じくそれぞれの和歌が宮内庁の依頼を受けた歌人によって詠まれ、万葉仮名で色紙に揮毫され、二枚あてその屏風の左右両上隅に張られた。また、天皇皇后の御前には両地方の風景を取り入れた意匠で立体的な飾りつけをした純銀製の「洲浜台」が置かれた。
悠紀国、主基国において農林水産物15品が県や関連団体の推薦によって選定され、それぞれ献物（けんもつ）として正面に陳列され、式部官長がその色目を奏上した。これは、古来の節会で両国の産品を「多米都物」（ためつもの）として献上、弁官がこれを奏上したことに倣ったものである。
饗宴に際して、歌舞が披露される。
- 久米舞が奉納される[7]。
- 悠紀国、主基国による「風俗舞」が奉納される。これは大嘗祭の都度新作されるもので、両国の地名を入れた歌を歌人が作詞し、それに宮内庁式部職楽部がその地方の謡や郷土舞を参考に作曲、振り付けしたものである[8]。
- 五節舞が奉納される。前例では京都在住の旧公家華族の子女が奉仕したが、平成以降は楽部の楽長楽師の子女が奉仕した[9]。

最後に、天皇皇后が挿花を供し、また諸員に賜った。

## 悠紀主基地方風俗歌屛風
悠紀主基屏風の作製は平安時代から続く伝統であるが、現存最古の悠紀主基屏風は明和3年（1764年）後桜町天皇の大嘗会のもので、悠紀地方（近江国）を日野資枝、主基地方（丹波国）を烏丸光祖が詠進、作画はいずれも土佐光貞である。

### 明治度屏風
- 悠紀地方の四季景勝（山梨県巨摩郡近辺）[11]
  - 白嶺、青柳里
    - 詠進 - 福羽美静
    - 詠進 - 八田知紀
- 主基地方の四季景勝（千葉県長狭郡近辺）
  - 長狭川、蓬島
    - 詠進 - 門脇重綾
    - 詠進 - 飯田年平

  - 作画 - 樋口探月
  - 作画 - 狩野芳信

明治度屏風は現存しないが、『明治大嘗祭図』に彩色で詳細な写しが載せられている。

### 大正度屏風
- 悠紀地方の四季景勝（愛知県碧海郡近辺）[15]
  - 春:櫻田、霞、鶴 - 夏:衣浦、新樹、波 - 秋:亀崎、月 - 冬:矢作川、千鳥
    - 作画 - 野口小蘋
    - 詠進 - 黒田清綱
- 主基地方の四季景勝（香川県綾歌郡近辺）
  - 春:九十九山、朝日霞 - 夏:琴平山、夕立 - 秋:財田、稲刈 - 冬:天霧山、雪
    - 作画 - 竹内栖鳳
    - 詠進 - 入江為守

### 昭和度屏風
- 悠紀地方の四季景勝（滋賀県）
  - 春:伊吹山の霞 - 夏:竹生島の新樹 - 秋:瀬田川の紅葉 - 冬:比良山の雪[16]
    - 作画 - 川合玉堂
    - 詠進 - 入江為守
- 主基地方の四季景勝（福岡県）
  - 春:箱崎の春暁 - 夏:鐘御崎の涼波 - 秋:筑後川の熟稲 - 冬:彦山の暮雪
    - 作画 - 山元春挙
    - 詠進 - 阪正臣

### 平成度屏風
- 悠紀地方の四季景勝（秋田県）
  - 春:桧内川堤の桜並木、角館のしだれ桜 - 夏:男鹿半島の海岸、入道崎 - 秋:抱返り渓谷の紅葉 - 冬:田沢湖周辺の雪景、駒ケ岳遠望[3]
    - 作画 - 東山魁夷
    - 詠進 - 窪田章一郎
- 主基地方の四季景勝（大分県）
  - 春:豊後水道の海岸線、佐伯、臼杵海岸の桜 - 夏:大分市街、奈多海岸の松原、鶴見岳、由布岳遠望 - 秋:耶馬渓の紅葉、宇佐神宮 - 冬:くじゅう連山、日田杉林の雪景
    - 作画 - 髙山辰雄
    - 詠進 - 香川進

### 令和度屏風
- 悠紀地方の四季景勝（栃木県）[17]
  - 
    - 作画 - 田渕俊夫
    - 詠進 - 篠弘
- 主基地方の四季景勝（京都府）
  - 
    - 作画 - 土屋礼一
    - 詠進 - 永田和宏

## 献物一覧

### 明治の献物
- 悠紀地方（山梨県[注釈 2]） - 栗、柿、絹[18]
- 主基地方（千葉県[注釈 3]） - 干しアワビ

### 大正の献物
- 悠紀地方（愛知県） - ダイコン、ウド、ニンジン、扇芋（イチョウイモ）、ゴボウ、ミカン、柿、栗、シイタケ[19]
- 主基地方（香川県） - オリーブ塩漬、タイ浜焼、干しエビ、ナマコ、梨

### 昭和の献物
- 悠紀地方（滋賀県） - カブ、クワイ、百合根、サツマイモ、カンピョウ、シイタケ、干しヒガイ、焼ブナ、柿、栗、ダイコン、ニンジン、ゴボウ、ヤマイモ、シジミ[20]
- 主基地方（福岡県） - ダイコン、ジャガイモ、カボチャ、ワサビ、ショウガ、焼ダイ、するめ、クルマエビ、干しマテガイ、葛、シイタケ、川茸苔（スイゼンジノリ）、ミカン、梨、柿

### 平成の献物
- 悠紀地方（秋田県） - ジャガイモ、ヤマイモ、ニンジン、カボチャ、ダイコン、サヤエンドウ、ハクサイ、サトイモ、カブ、シイタケ、リンゴ、梨、栗、するめ、ワカメ[4]
- 主基地方（大分県） - 梨、キウイフルーツ、ミカン、ユズ、カボス、ギンナン、ミニトマト、サツマイモ、サトイモ、エノキタケ、干しシイタケ、干しワカメ、干しキヌガイ、ちりめんじゃこ、天然真ダイ

### 令和の献物
- 悠紀地方（栃木県） - ダイコン、サトイモ、ハクサイ、ホウレンソウ、ネギ、ニラ、タマネギ、ナス、トマト、イチゴ(栃木i37号)、梨(にっこり)、アスパラガス、焼アユ、シイタケ、カンピョウ[21]
- 主基地方（京都府） - 聖護院ダイコン、聖護院カブ、京小カブ、鹿ケ谷カボチャ、堀川ゴボウ、ヤマイモ、エビイモ、サツマイモ（砂丘カンショ）、丹波栗、新丹波黒大豆、丹波大納言小豆、大枝富有柿、宇治茶、干しアユ（上桂・美山鮎）、アカアマダイ[22][23][24]